# Paul Jubb
Paul Jubb (ur. 31 października 1999 w Yorku) – brytyjski tenisista.

## Kariera tenisowa
W karierze wygrał jeden singlowy turniej cyklu ATP Challenger Tour.
W 2019 roku podczas Wimbledonu zadebiutował w turnieju głównym imprezy wielkoszlemowej. Startując z dziką kartą, odpadł w pierwszej rundzie z João Sousą. Wystąpił wówczas również w turnieju deblowym, z którego w parze z Jackiem Draperem odpadł w pierwszej rundzie.
Najwyżej sklasyfikowany w rankingu gry pojedynczej był na 196. miejscu (12 września 2022), a w klasyfikacji gry podwójnej na 1430. pozycji (30 lipca 2018).